# Secretaría General de Gobierno (Guerrero)
La Secretaría General de Gobierno del estado de Guerrero es la responsable de conducir la política interna y establecer vínculos con los diversos actores políticos y sociales, para mantener la gobernabilidad y la paz social y alcanzar el desarrollo integral de esa entidad mexicana.

## Organigrama
- Secretario General de Gobierno: Florencio Salazar Adame
  - Subsecretario de Asuntos Jurídicos y Derechos Humanos: Rogelio Parra Silva
  - Subsecretaria de Asuntos Políticos: José Martín Maldonado del Moral
  - Subsecretario de Asuntos Agrarios: Fernando Jaimes Ferrel
  - Subsecretario de Coordinación Enlace y Atención de Organizaciones Sociales: Nayelli Ávila Carrera
  - Director general del Registro Público de la Propiedad del Comercio y Crédito Agrícola: Ignacio López Vadillo
  - Coordinadora Estatal del Registro Civil: María Ines Huerta Pagueros

## Secretarios Generales de Gobierno
- Gobierno de René Juárez Cisneros (1999 - 2005)
  - (1999 - 2000): Florencio Salazar Adame
  - (2000 - 2003): Marcelino Miranda Añorve
  - (2003 - 2005): Luis León Aponte
- Gobierno de Carlos Zeferino Torreblanca Galindo (2005 - 2011)
  - (2005 - 2008): Armando Chavarría Barrera
  - (2008 - 2010): Guillermo Ramírez Ramos
  - (2010 - 2011): Israel Soberanis Nogueda
- Gobierno de Ángel Heladio Aguirre Rivero (2011 - 2014)
  - (2011 - 2013): Humberto Salgado Gómez
  - (2013 - 2013): Florentino Cruz Ramírez
  - (2013 - 2014): Jesús Martínez Garnelo
- Gobierno de Salvador Rogelio Ortega Martínez (2014 - 2015)
  - (2015): David Cienfuegos Salgado
- Gobierno de Héctor Antonio Astudillo Flores (2015 - 2021)
  - (2015 - 2021): Florencio Salazar Adame
- Gobierno de Evelyn Cecia Salgado Pineda (2021 - 2027)
  - (2021 - 2022): Saúl López Sollano
  - (2022): Ludwig Marcial Reynoso Núñez
  - (2022 - act.): Saúl López Sollano

- Datos: Q6123149